# الجبيلة (نهم)

تعديل مصدري - تعديل

الجبيلة هي إحدى قرى عزلة عيال صياد بمديرية نهم التابعة لمحافظة صنعاء، بلغ تعداد سكانها 227 نسمة حسب تعداد اليمن لعام 2004.